# Mikkel Sundø
Mikkel Sundø (født 9. november 1991 i Humlebæk) er en tidligere dansk skuespiller, som fra 2001 til 2004 medvirkede i de nye Min søsters børn-film, hvori han spillede Michael.
Mikkel Sundø startede som skuespiller, da han var 9 år gammel. Han har ikke medvirket i andre spillefilm end de tre "Min søsters børn" film, men han har derimod været med i flere reklamefilm. Mikkel Sundø var til casting på flere roller, og overvejede, om han skulle fortsætte med skuespillerfaget og søge ind på skuespilskolen, men valgte i stedet et ganske andet studie.
Han forlod grundskolen fra Nordsjællands Grundskole og Gymnasium i 2007 og gik derefter på Espergærde Gymnasium & HF, hvor han blev student i 2010.
Han har siden taget en kandidatgrad i Finance and Strategic Management fra CBS og arbejder i dag som ledelseskonsulent.

## Filmografi
- Min søsters børn (2001) som Michael
- Min søsters børn i sneen (2002) som Michael
- Min søsters børn i Ægypten (2004) som Michael